# Teppolansaari
Teppolansaari är en ö i Finland. Den ligger i Torne älv och i kommunen Torneå i den ekonomiska regionen  Kemi-Torneå  och landskapet Lappland, i den norra delen av landet, 600 km norr om huvudstaden Helsingfors. Öns area är 11,8 hektar och dess största längd är 0,6 kilometer i nord-sydlig riktning.